# FishCenter Live
FishCenter Live, abbreviato FishCenter o FC Live o semplicemente FCL, è un programma televisivo statunitense del 2014, condotto da Dave Bonawits, Andrew Choe, Matt Harrigan, Christina Loranger e Max Simonet.
La serie è stata trasmessa negli Stati Uniti su Adult Swim dal 22 settembre 2014 al 25 novembre 2020, contando di oltre 1400 puntate. Viene trasmessa sulla rete dal febbraio 2015.

## Genere e struttura
FishCenter Live viene presentato come un talk show con chiamate da case, focalizzato principalmente su filmati di pesci tropicali che nuotano nell'acquario dell'ufficio di Adult Swim di Atlanta, in Georgia. I pesci sono classificati in base ai loro punti, che vengono assegnati quando il pesce completa una serie di sfide. Tra queste sfide, quella più nota è "Coin Quest", che consiste nel sovrapporre monete al video feed in modo tale che i pesci che ci passano sopra le raccoglino per guadagnare punti.
Il programma è condotto da Dave Bonawits, Andrew Choe, Matt Harrigan, Max Simonet e Christina Loranger (quest'ultima dal 2019), talvolta utilizzando Adobe Photoshop, nella stanza del dipartimento digitale di Adult Swim. Originariamente, il programma prevedeva un feed video diretto dell'acquario privo di alcuna narrazione. In seguito sono stati aggiunti i commenti e un numero di telefono per alcuni segmenti. Inizialmente, i chiamanti erano per lo più altri impiegati di Adult Swim; tuttavia, quando è stata aggiunta la parte relativa alla competizione, i conduttori hanno visto un aumento delle chiamate esterne.
Occasionalmente, vengono inseriti degli ospiti speciali che vengono riprodotti tramite il green screen nell'acquario tra i pesci.

## Cast

### Cast finale
| Nome                                                        | Specie                           | Vasca                  |
| ----------------------------------------------------------- | -------------------------------- | ---------------------- |
| Bijou                                                       | Pesce cometa                     | Una vasca              |
| Green Chicken (in precedenza Midoritori o Gunboat Diplomat) | Labro ceruelo                    | Una vasca              |
| Hamburger (o Eel Hamburger)                                 | Murena zebra                     | Una vasca              |
| Hot Steve (in precedenza Lupin the Third)                   | Pesce coniglio                   | Una vasca              |
| Mimosa                                                      | Coris formosa                    | Una vasca              |
| Promises                                                    | Anguilla lupo                    | Una vasca              |
| Tabitha Pillows                                             | Naso brevirostris                | Una vasca              |
| Th'Lump                                                     | Pesce palla a punti bianchi      | Una vasca              |
| Wei                                                         | Pesce angelo imperatore          | Una vasca              |
| Ed Keshem                                                   | Labro ceruelo                    | Vasca della quarantena |
| Slider                                                      | Pesce chirurgo tigrato           | Vasca della quarantena |
| TZ2                                                         | Pesce balestra con la coda rossa | Vasca della quarantena |
| [senza nome]                                                | Gambero d'acqua dolce            | Vasca dei gamberi      |

### Cast precedente
| Nome                            | Specie                                   | Motivo                                                                                        |
| ------------------------------- | ---------------------------------------- | --------------------------------------------------------------------------------------------- |
| Dottie                          | Pesce balestra pagliaccio                | Deceduto (19 febbraio 2016)                                                                   |
| Long Donovan                    | Donzella gialla                          | Deceduto (26 agosto 2016)                                                                     |
| Mammoth                         | Lienardella fasciata                     | Deceduto (6 settembre 2016)                                                                   |
| Ronside                         | Pesce angelo cinto di blu                | Deceduto (21 settembre 2016)                                                                  |
| Sir Squirt                      | Pesce balestra Picasso                   | Deceduto (3 ottobre 2016)                                                                     |
| "Yo Hal Look At That Tang" Tang | Pesce chirurgo sohal                     | Rimosso dall'acquario a causa delle dimensioni e dell'aggressività                            |
| Ol' Blue                        | Pesce angelo re                          | Rimosso dall'acquario a causa delle dimensioni e dell'aggressività e venduto in una pescheria |
| David Anderson                  | Gambero d'acqua dolce                    | Deceduto (15 maggio 2015) Cibo vivo dato ad Hamburger                                         |
| Hoagie Kush                     | Riccio di mare                           | Deceduto (28 giugno 2016) mangiato da Th'lump                                                 |
| Ale                             | Pesce scoiattolo                         | Deceduto (16 luglio 2018)                                                                     |
| Styletoy                        | Pesce angelo fiamma                      | Deceduto (29 ottobre 2018)                                                                    |
| Mom                             | Pesce palla faraona                      | Deceduto (3 febbraio 2019)                                                                    |
| Greenbird (o Greenberg)         | Labro ceruelo                            | Deceduto (11 febbraio 2019)                                                                   |
| Tan                             | Pianta finta                             | Rimosso dall'acquario a causa di aggressioni (26 agosto 2019)                                 |
| Top Xander Cupper               | Pesce balestra con la coda rossa         | Deceduto (3 settembre 2019)                                                                   |
| Lady                            | Pesce delle Montagne della Nuvola Bianca | Deceduto (30 marzo 2020)                                                                      |
| Lucky                           | Pesce delle Montagne della Nuvola Bianca | Deceduto (18 maggio 2020)                                                                     |
| Jeremy Legg                     | Pesce labro cubano                       | Dichiarato scomparso (ottobre 2020)                                                           |

### Super and Galaxy Kings
| Anno | Inverno    | Primavera | Estate    | Autunno         | Galaxy King |
| ---- | ---------- | --------- | --------- | --------------- | ----------- |
| 2015 | Tang       | Hamburger | Mammoth   | Sir Squirt      | Mammoth     |
| 2016 | Sir Squirt | Hamburger | Greenbird | Mimosa          | Greenbird   |
| 2017 | Th'Lump    | TX Cupper | Greenbird | Greenbird       | Greenbird   |
| 2018 | Hot Steve  | Ale       | Mimosa    | Hamburger       | TX Cupper   |
| 2019 | Th'Lump    | Mimosa    | Bijou     | Hamburger       | Th'Lump     |
| 2020 | Ed Keshem  | Th'Lump   | TZ2       | Tabitha Pillows | TZ2         |

### Guest star
Nel programma sono apparsi vari cantanti, rapper e musicisti che si sono esibiti con i loro brani e sono apparsi tramite il green screen nell'acquario in mezzo ai pesci o nello studio dei conduttori. Tra questi ci sono 100 Gecs, Alvvays, George Clinton, Yung Lean, Carach Angren, Consider the Source, Dinosaur Jr., Dying Fetus, Billie Eilish, Daughters, Hard Working Americans (HWA), Colin Hay, Le Butcherettes, Los Lobos, Morbid Angel, Pigeons Playing Ping Pong, Rainbow Kitten Surprise, David Sedaris, Tower of Power, Trampled by Turtles e Turkuaz.
Gli Alvvays hanno suonato il brano Not My Baby, prelevato dal loro secondo album in studio Antisocialites. Gli HWA hanno suonato le canzoni Burn Out Shoes e Half Ass Moses, mentre erano in tour per promuovere il loro album dal vivo We're All In This Together. Anche Waka Flocka Flame e DJ Whoo Kid sono apparsi come ospiti speciali in FCL. I Koi Division, la cover band dei Joy Division a tema "pesce", hanno rivelato che il loro sogno sarebbe quello di apparire su FishCenter Live. George Clanton e Nick Hexum hanno suonato il brano Aurora Summer.
Il 24 ottobre 2019, la rock band Cage the Elephant ha pubblicato un video musicale per il brano Social Cues, prelevato dal loro omonimo album. Il video è stato registrato negli studi di Fishcenter Live e presenta anche Matt Shultz nella regia addizionale.

## Sfide
I pesci, insieme ai chiamanti e agli ospiti, competono per conquistare dei punti in vari giochi:
- Coin Quest: i pesci nuotano nelle monete sovrapposte all'acquario per raccogliere punti.[10] Una versione live sponsorizzata da Snickers è stata riprodotta al San Diego Comic-Con 2017, dove i pesci nuotano nelle barrette di cioccolato Snickers per "mangiarle". Solitamente viene riprodotto il singolo Cotton Eye Joe dei Rednex.[9]

I giochi creati per gli ospiti includono:
- Alvuvuzelays Noise Game: la band Alvvays ha gareggiato in un gioco di imitazione con la vuvuzela. Hanno anche fatto un quiz sul Giorno del Ringraziamento Canadese.[26][13]
- Guess This Gourd: un gioco con Post Malone.[13]
- More-Bid-Angel: dove bisognava scegliere la statuetta di angelo più costosa.[10]
- Truth or Se-Dare-Is: obbligo o verità con l'autore David Sedaris. Il chiamante ha sfidato Sedaris a indossare i calzini sulle mani per il resto del live streaming.[10]
- What's Your Fetus?: realizzato per la band death metal Dying Fetus, si doveva indovinare cosa si nascondeva nella zona pelvica di una persona, sulla base di una fotografia ai raggi X.[10]

## Produzione
Fishcenter Live viene pubblicato sul sito ufficiale di Adult Swim da settembre 2014, col concept originale da parte del personale di filmare dei pesci tropicali all'interno di un acquario, con l'idea di sviluppare contenuti per i canali di live streaming del sito. Inizialmente, gli episodi nuovi venivano pubblicati nei giorni feriali. La serie viene trasmessa sulla rete da febbraio 2015, verso le 4 del mattino, condensando le versioni in live streaming fino a episodi di 11 minuti composti dai momenti salienti della diretta.
I dipendenti di Adult Swim hanno occasionalmente sostituito i membri del cast. Durante l'autunno del 2014, Bonawits è stato fuori ufficio per diversi lunedì consecutivi, portando Max Simonet a creare un quinto "conduttore" chiamato C-Cool, uno screen reader automatico da testo che viene utilizzato per leggere le e-mail o eventuali commenti del visualizzatore.
Nel 2015, Bonawits e Simonet hanno iniziato a ospitare un'altra serie in diretta intitolata inizialmente Dave & The Crossword Guys. La serie è stata ribattezzata Bloodfeast nel 2016 e in seguito ha ricevuto due spin-off televisivi: Tender Touches e Gēmusetto.
Nell'episodio trasmesso il 13 dicembre 2018, è stata presentata una parodia della USS Enterprise originale di Star Trek chiamata USS FishCenterprise NCC-1065. Il numero 1065 è un riferimento al numero civico di Williams Street, che produce contenuti per Adult Swim.
Da marzo 2020, a causa della pandemia COVID-19, la serie viene ospitata da remoto tramite Zoom. Durante questo periodo, due host sono partiti per pause prolungate: Dave Bonawits è partito da fine aprile a inizio giugno per congedo parentale, mentre Andrew Choe è partito a fine luglio dopo essersi sentito "esausto". Nel settembre 2020, la serie è stata ridotta a soli tre giorni a settimana, trasmettendo due ore di diretta dal martedì al giovedì. 

## Accoglienza

### Ascolti e critica
Nella prima settimana della sua trasmissione televisiva, la serie ha raccolto 2,6 milioni di spettatori. In un comunicato stampa, la rete ha classificato il programma al primo posto di tutti i dati demografici per target della sua fascia oraria, durante la seconda settimana di marzo 2015. La rete ha osservato alcuni di questi spettatori come utenti di Twitter confusi, i quali si sono chiesti se la serie fosse semplicemente "uno scherzo". Dopo le prime trasmissioni televisive, il numero di spettatori in diretta è passato da 120 a circa 5.000. Il successo ha portato alla creazione di un live streaming separato dedicato al blocco di Toonami.
Nell'agosto 2017, la prima trasmissione di un episodio di Rick and Morty sullo stesso live streaming è stata ritardata a causa di un episodio di FishCenter Live.
Le critiche della serie sono generalmente positive. Jason Lynch di Adweek ha definito FishCenter Live "il suo programma in live streaming di punta". The Comedy Bureau ha accolto favorevolmente la serie. Kayla Cobb di Decider ha affermato che il programma è "strano, ma funziona". Al sesto posto nella lista delle migliori serie televisive "sconosciute" del 2015, Verne Gay di Newsday ha recensito FC Live affermando che la serie "è folle e come tale, è un perfetto distillato di tutto ciò che è Adult Swim". Samuel Argyle di The Outline ha lodato lo stile di avanguardia presente in FishCenter Live. Andy Kahn di JamBase lo ha definita "stramba". Mark Lawson di The Guardian ha criticato positivamente la serie, affermando che " è un programma telefonico che, nonostante deluda per il fatto che i pesci non rispondono alle chiamate, nuotano ambiziosamente nelle vasche che circondano i conduttori". Erik Lindvall di AV Club ha rivelato che FishCenter è "l'ultima cosa strana che proviene dalla rete, in una serie di cose davvero strane", descrivendolo come un" meraviglioso mondo web di sport acquatici".
Ming Lee Newcomb di Live for Live Music ha descritto FishCenter Live come "eccentrico" e "bizzarro". Inserendo la serie al quarto posto nella lista dei 26 programmi più strani di Adult Swim di sempre, Sheldon Pearce di Deadspin ha commentato che "[visto che] i dipendenti di Adult Swim hanno avuto questa idea, significa che è sicuramente in linea col brand". Nel recensire Tender Touches, Jose Rodriguez di Geek Monthly ha affermato che l'episodio pilota aveva "qualcosa in comune con Xavier: Renegade Angel o FishCenter". Parlando dell'esibizione degli Alvvays nel programma, Derrick Rossignol di Uproxx ha dichiarato che "ci dovrebbe essere qualsiasi band perché è uno dei più bizzarri programmi di Internet dal vivo che si possano vedere". Più tardi, durante la revisione dell'episodio con Post Malone, Rossignol ha continuato rivelando che è "un programma web totalmente bizzarro, diurno, acquatico e a chiamate, il che non ha molto senso, ed è questo che lo rende fantastico". In un'intervista con il conduttore Max Simonet, David Templeton di Sonoma Index-Tribune ha osservato che è "un programma televisivo e web di successo bizzarramente semplice".

### Controversie
Nel 2016, due cosplayer del Dragon Con hanno sostenuto un'associazione con Adult Swim e Cartoon Network, indossando cappelli "Make FishCenter Great Again" e vestiti da World Trade Center durante gli attacchi dell'11 settembre. Le immagini del cosplay sono state ampiamente condivise sui siti di social media come Facebook, Reddit e Twitter. Rich Johnston di Bleeding Cool ha ipotizzato che i cosplay fossero un riferimento al videogioco Rampage, mentre alcuni commentatori di Facebook hanno stabilito una connessione con l'anime Terror in Resonance.

### Adattamento australiano
Nel luglio 2016, il canale australiano 9Go! ha promosso l'adattamento locale di FishCenter (chiamato FishCentre) in onda verso le 12:00 sul blocco di Adult Swim. A differenza della versione americana, FishCentre consiste di cortometraggi con sceneggiature non più lunghe di 2 minuti, con voci sovrapposte ai pesce. La serie ha trasmesso un totale di 12 episodi.